# يوهانز لور
يوهانز لوهر (بالألمانية: Hannes Löhr) (مواليد 5 يوليو 1942 - 29 فبراير 2016)، لاعب كرة قدم ألماني سابق، ومدرب كرة قدم ألماني سابق. لعب مع منتخب ألمانيا لكرة القدم.

## روابط خارجية
- يوهانز لور على موقع الاتحاد الأوربي (الإنجليزية)
- يوهانز لور على موقع قاعدة بيانات كرة القدم.إي يو (الإنجليزية)
- يوهانز لور على موقع بيانات كرة القدم. دي إي (الألمانية)
- يوهانز لور على موقع ناشيونال فوتبول تيمز (الإنجليزية)
- يوهانز لور على موقع عالم كرة القدم.نت (الإنجليزية)
- يوهانز لور على موقع أوليمبيديا (الإنجليزية)